# 圣马蒂贝尔
圣马蒂贝尔，是西班牙加泰罗尼亚赫罗纳省的一个市镇。总面积17平方公里，总人口204人（2001年），人口密度12人/平方公里。